# Костіша-де-Сус
Костіша-де-Сус (рум. Costișa de Sus) — село у повіті Вранча в Румунії. Входить до складу комуни Тенесоая.
Село розташоване на відстані 211 км на північний схід від Бухареста, 47 км на північ від Фокшан, 118 км на південь від Ясс, 88 км на північний захід від Галаца, 148 км на схід від Брашова.

## Населення
За даними перепису населення 2002 року у селі проживали 32 особи, усі — румуни. Усі жителі села рідною мовою назвали румунську.